# Spalter Tor

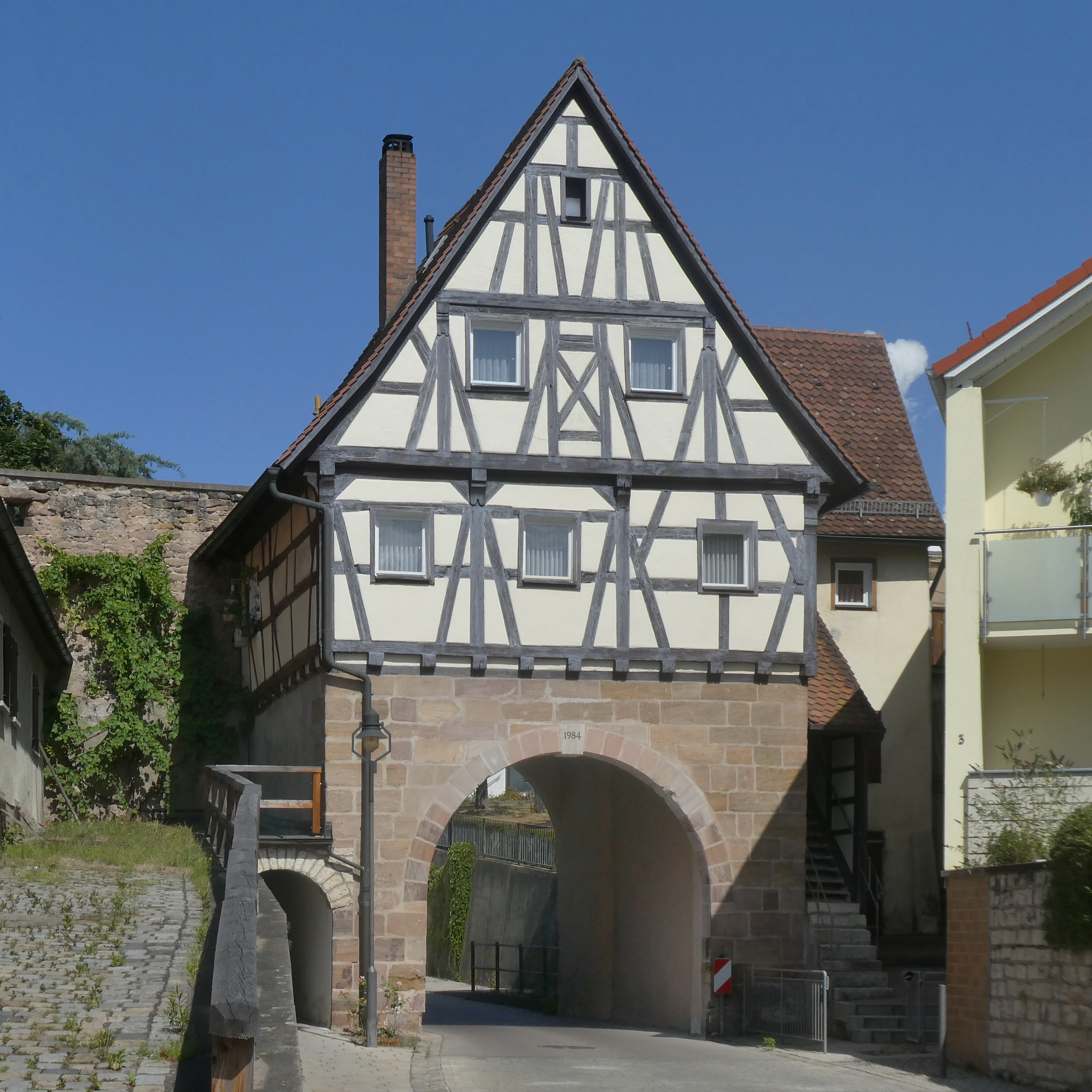
Das Spalter Tor vom Marktplatz aus gesehen

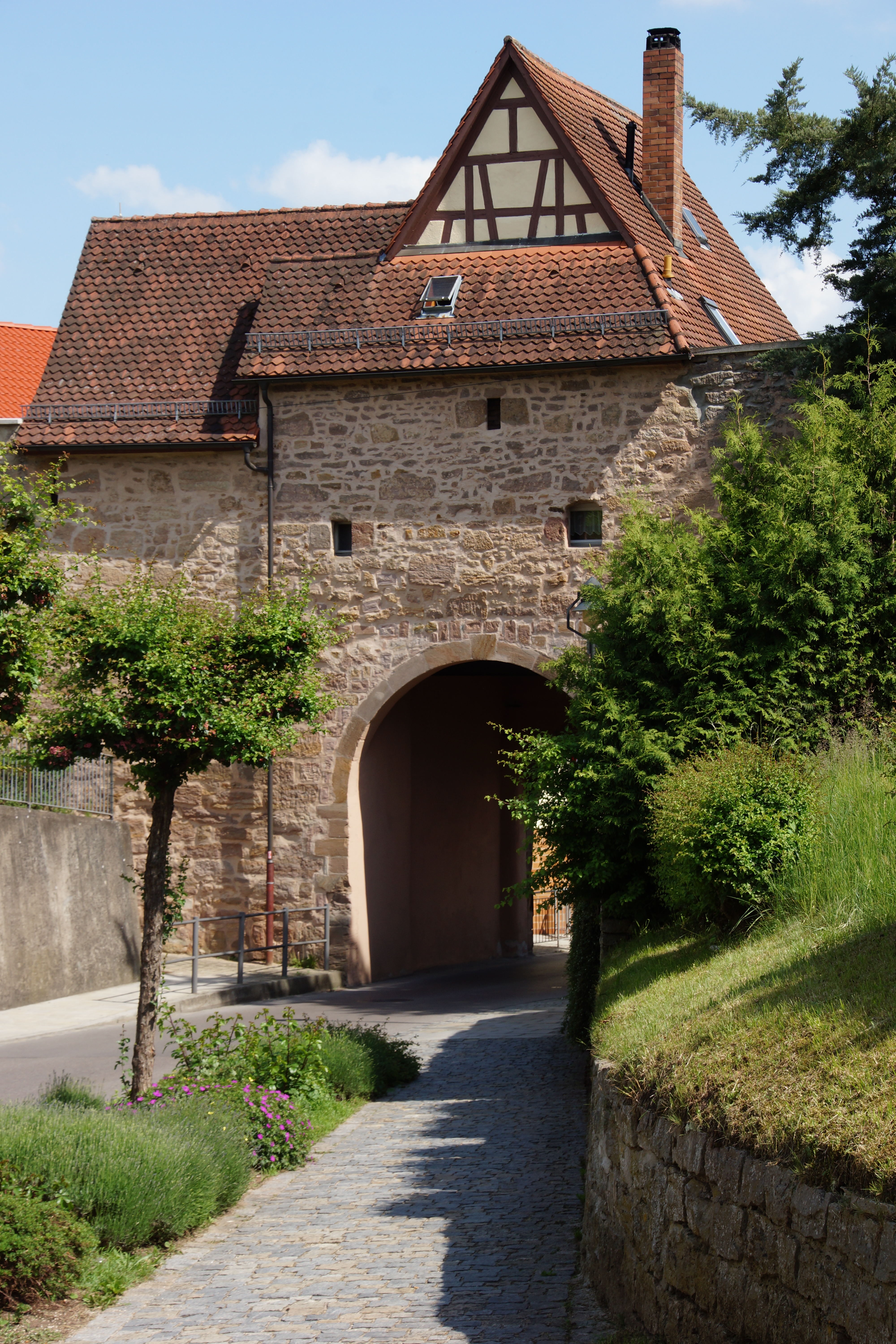
Der Tordurchgang von der Stirner Straße aus gesehen

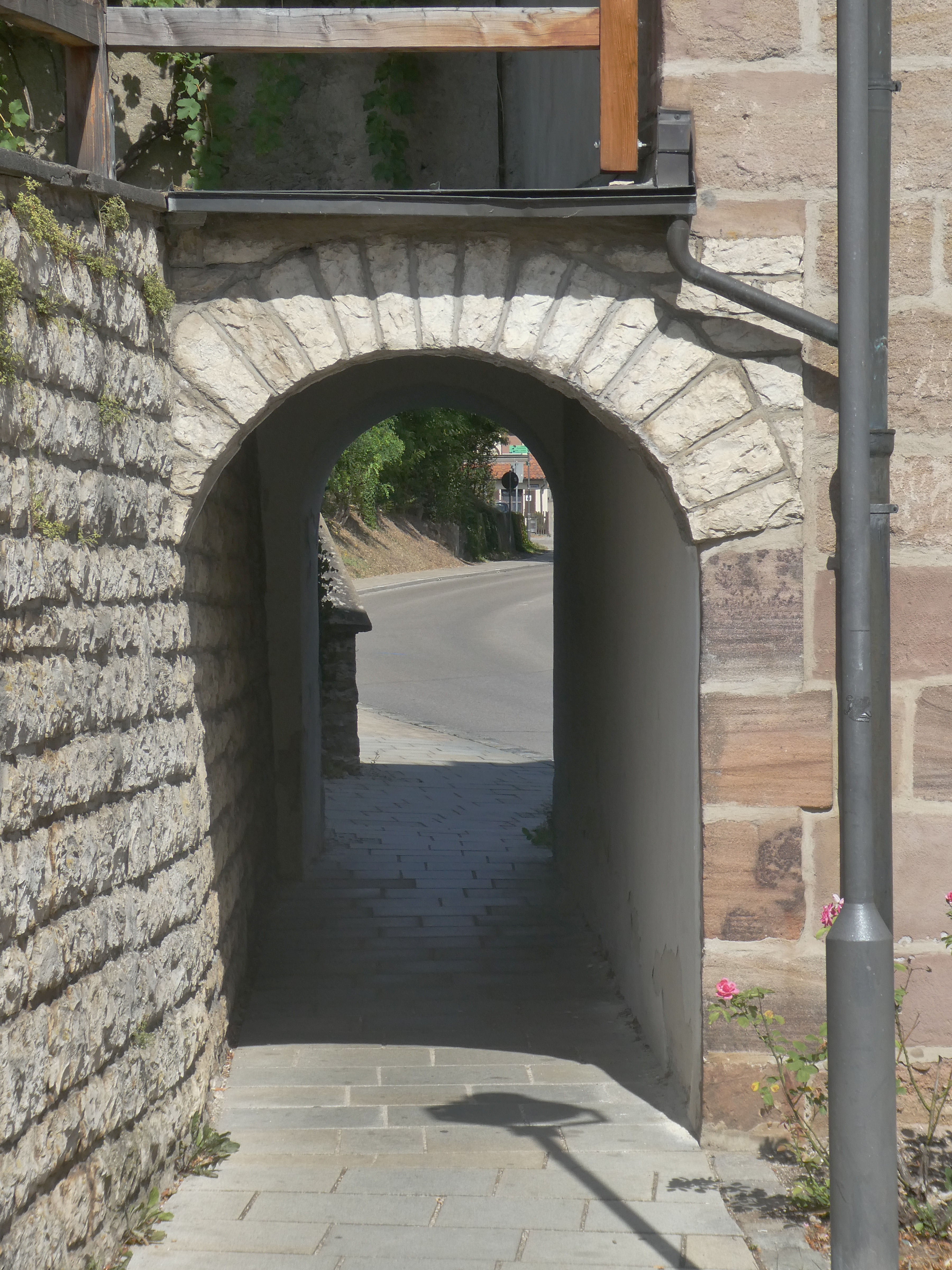
Fußpforte

Das Spalter Tor ist ein frühneuzeitliches Stadttor im Ortskern von Pleinfeld, einem Markt im mittelfränkischen Landkreis Weißenburg-Gunzenhausen. Das Wahrzeichen Pleinfelds ist eines von drei ehemaligen Toren neben dem Veiter Tor und dem Nürnberger Tor, von denen heute nur noch das Spalter Tor steht (siehe Marktbefestigung Pleinfeld). Das bewohnte Gebäude ist unter der Denkmalnummer D-5-77-161-5 als Baudenkmal in die Bayerische Denkmalliste eingetragen.

## Geographische Lage
Das Spalter Tor steht im Nordwesten des Pleinfelder Ortskerns etwa auf halber Strecke zwischen dem Rathaus und der Petruskirche auf einer Höhe von 378 Metern über NHN. Das Tor steht am Übergang vom Marktplatz zur Stirner Straße; dieser Straßenabschnitt trägt den Namen Am Spalter Tor.
Das Spalter Tor hat die postalische Adresse Am Spalter Tor 1.

## Geschichte und Baubeschreibung
Pleinfeld bekam das Befestigungsrecht 1486 durch Kaiser Friedrich zugesprochen. Die Befestigungsanlage konnte jedoch erst mehrere Jahrzehnte später errichtet werden, da die Reichsstadt Weißenburg und die Markgrafen von Ansbach dem abgeneigt waren. Jedoch hatte das nahe Schloss Sandsee schon seit langem eine Mauer mit Burggraben. Letztendlich wurde die Mauer errichtet; der Torturm entstand je nach Quelle 1548 oder 1568. Er bildete den Zugang zur Nachbarstadt Spalt. Am Spalter Tor sind noch einige Reste der Marktbefestigung vorhanden. Zur 500-Jahr-Feier des Pleinfelder Marktrechts wurde das Spalter Tor renoviert.
Das Gebäude ist ein Satteldachbau aus Sandstein mit Sockelgeschoss und Fachwerk im Obergeschoss. Die Durchfahrt ist flachgedeckt. Das Giebelhaus ist aufgemauert.
Auf dem für touristische Zwecke erstellten Logo der Gemeinde Pleinfeld ist neben Schiffen, einer Sonne und dem Großen Brombachsee das Spalter Tor abgebildet.
Durch den  Verkehr gibt es immer wieder Schäden am Bauwerk.